# Trold kan tæmmes (film fra 1918)
 For alternative betydninger, se Trold kan tæmmes (flertydig). (Se også artikler, som begynder med Trold kan tæmmes)
Trold kan tæmmes (originaltitel: The Brazen Beauty) er en amerikansk stum komediefilm fra 1918 af instrueret af Tod Browning.
På trods af filmens danske titel, har filmen ikke nogen relation til Shakespeares skuespil Trold kan tæmmes.
Filmen formodes tabt. 

## Handling
Den unge temperamentsfulde Jacala arver en formue fra sin far. Hun flytter fra ranchen i Montana til New York City for at blande sig med byens kendisser. I New York møder hun Kenneth Hyde, som hun bliver tiltrukket af, men hun anser ham dog for at være en uduelig pralhals, der oven i køber er gift med en hustru, som han alt for ofte ignorerer. Hun ansætter en anden mand, Tony, der skal gøre det ud for at være Jacalas forlovede. Tony er på udkik efter en rig kvinde, men da Jacala afviser hans tilnærmelser, spreder han falske rygter om hende. 
Det går op for Jacala, at Kenneth ikke er gift, og at “hustruen” er hans søster, og Kenneth forstår, at rygterne om Jacala er opspind, og parret finder hinanden. Jacala og Kenneth opgiver det overfladiske liv i storbyen.

## Medvirkende
- Priscilla Dean som Jacala Auehli
- Gertrude Astor som Mrs. Augusta Van Ruysdael
- Thurston Hall som Kenneth Hyde
- Katherine Griffith som Tante Ellen
- Alice Wilson som Kate Dewey